# 哈八儿秃
哈八儿秃（?—?），元朝大臣，元明宗、元惠宗时中书平章政事。
哈八儿秃是元武宗旧臣，元仁宗延祐三年（1316年），他跟随武宗的儿子周王到阿尔泰山，在西北居住十余年。天历二年（1329年），周王在和宁路即位为元明宗，命他担任中书章政事，同翰林国史院官。奉命到上都册立皇弟图帖睦尔为皇太子，明宗遇害，他被罢免。元惠宗至元四年（1338年），明宗的儿子元惠宗再次任命他担任中书省平章政事，次年被罢免。

## 延伸阅读
[在维基数据编辑]
 《新元史/卷152》，出自柯劭忞《新元史》